# Professor Layton and the Azran Legacy
Professor Layton and the Azran Legacy (レイトン教授と超文明Aの遺産 Reiton-kyōju to Chō-Bunmei Ē no Isan?, bokstavligen "Professor Layton och supercivilisation A:s arv") är ett pusselspel till Nintendo 3DS, som utvecklades av Level-5. Det släpptes i Japan den 28 februari 2013, i Europa den 8 november 2013, i Australien den 9 november 2013, och i Nordamerika 28 februari 2014.
Spelet är den sjätte delen i Professor Layton-serien, och den tredje i seriens prequel-trilogi. Enligt Level-5:s VD, Akihiro Hino, kommer  Azran Legacy att vara det sista Professor Layton-spelet med Hershel Layton som huvudfigur.